# Dalton (Nebraska)
Dalton is een plaats (village) in de Amerikaanse staat Nebraska, en valt bestuurlijk gezien onder Cheyenne County.

## Demografie
Bij de volkstelling in 2000 werd het aantal inwoners vastgesteld op 332. In 2006 is het aantal inwoners door het United States Census Bureau geschat op 315, een daling van 17 (-5,1%).

## Geografie
Volgens het United States Census Bureau beslaat de plaats een oppervlakte van 0,9 km², geheel bestaande uit land. Dalton ligt op ongeveer 1299 m boven zeeniveau.

## Plaatsen in de nabije omgeving
De onderstaande figuur toont nabijgelegen plaatsen in een straal van 32 km rond Dalton.